# Den blå hund
Den blå hund er Gnags' tiende studiealbum, udgivet i 1984. Ligesom forgængeren X og efterfølgeren En underlig fisk er den indspillet med den amerikanske producer Jack Nuber. Albummet solgte mere end 100.000 eksemplarer og gav Gnags to store radiohits med "Går med hunden gennem byen" og "Vilde kaniner".
På Den blå hund fornemmer man i nogle af sangene en dialektik imellem på den ene side det kunstige, elektroniske og maskinelle og på den anden side det organiske, naturlige og menneskelige. Den kommer både til udtryk i det musikalske og det tekstlige udtryk. I musikken kan man f.eks. aflæse det maskinelle ved brugen af en del elektronisk frembragte lyde fra synthesizere og elektriske trommer i numre som "Går med hunden gennem byen", "Zigurrat" og "Plastik fra læder". Overfor dette fremstår akustiske instrumenter som almindelige trommer eller steeldrum som et organisk element. De mange syntetiske musikalske elementer betegnes af Peter Deleuran og Jan Knus som "elektronisk high-tech rock".
På tekstsiden kan man aflæse dialektikken i en sangtitel som "Plastik fra læder", hvor plastik repræsenterer det syntetiske, og læder det organiske. I "Zigurrat" synges der dersuden om om "menneskene mod maskinerne", og i "Går med hunden gennem byen" optræder "en bank der veksler videoer til gamle smukke haver", dvs. det elektroniske til det organiske.
Koldkrigstemaet fra "Alt synes ro ombord" fra X videreføres på Den blå hund i sangen om de "Vilde kaniner", der "graver grøfter mellem øst og vest" og maler Det Hvide Hus grønt, selvom stormagterne gemmer sig "bag jerntæpper".

## Numre

### Side 1
1. "Går med hunden gennem byen" (3:16)
2. "Vilde kaniner" (4:11)
3. "Blå time" (4:21)
4. "Blue" (4:44)
5. "Lørdag aften" (3:33)

### Side 2
1. "Zigurrat" (4:28)
2. "Plastik fra læder" (4:23)
3. "Endnu et efterår" (3:37)
4. "Gonat nu" (3:10)
5. "Pigen og sømanden" (4:05)